# 拉尔邦
拉尔邦（法語：Larbont，法語發音：[laʁbɔ̃]）是法国阿列日省的一个市镇，属于富瓦区。

## 地理
拉尔邦（42°59'30"N, 1°24'5"E）面积6.17 平方千米，位于法国奧克西塔尼大區阿列日省，该省份为法国西南部内陆省份，西部和北部与上加龙省接壤，东临奥德省，东南至东比利牛斯省接壤，南与安道尔和西班牙接壤。
与拉尔邦接壤的市镇（或旧市镇、城区）包括：阿尔藏、塞鲁堡、埃斯普拉德塞鲁、蒙塔加涅、内斯屈。

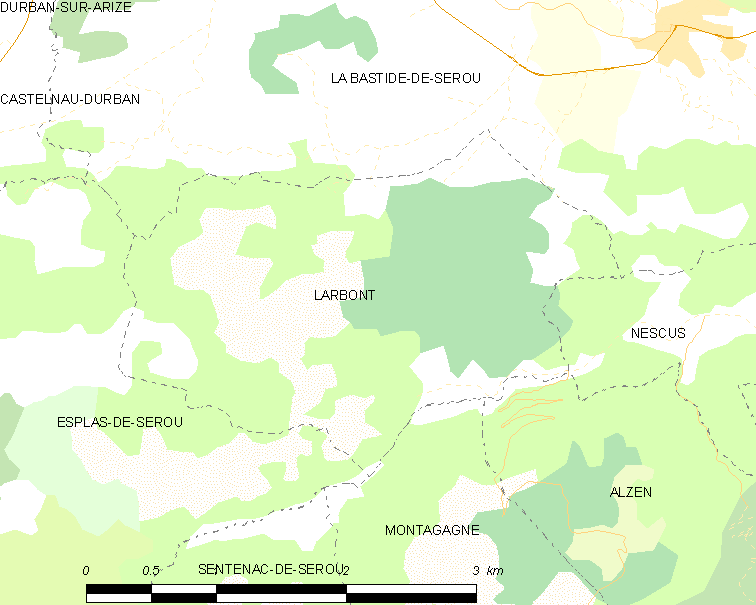
拉尔邦的OSM定位图

拉尔邦的时区为UTC+01:00、UTC+02:00（夏令时）。

## 行政
拉尔邦的邮政编码为09240，INSEE市镇编码为09154。

## 政治
拉尔邦所属的省级选区为库斯朗东县。

## 人口

1962-2008年间拉尔邦人口变化图示

拉尔邦于2022年1月1日时的人口数量为60人。